# André Perchicot
André Perchicot (Baiona, 9 d'agost de 1888 - Ídem, 3 de maig de 1950) va ser un ciclista i cantant francès. Es va especialitzar en el ciclisme en pista on va aconseguir dues medalles de bronze als Campionats del món de Velocitat.
Va participar en la Primera Guerra Mundial, on va ser ferit a les cames i va haver d'abandonar el ciclisme.
Després de la guerra es va centrar en la "chanson" o va tenir bastant d'èxit especialment a la dècada de 1930. Va gravar més de 160 cançons i va participar també en com a actor en diferents pel·lícules.

## Palmarès
- 1912
  -  Campió de França en velocitat
- 1913
  - Campió d'Europa en Velocitat